# James Hall (geólogo)
James Hall de Dunglass (Dunglass, 17 de enero de 1761 - Edimburgo, 23 de junio de 1832) fue un baronet, geólogo y geofísico escocés.

## Biografía
Nació en Dunglass (Haddingtonshire) en el seno de una familia acomodada de la baja aristocracia escocesa. Era hijo de John Hall, tercer baronet (f. 1776), y de su esposa, Magdalena (f. 1763), hija de Robert Pringle, tercer baronet, de Stichill (Roxburgshire).
Recibió una educación privada hasta que cumplió doce años, cuando fue enviado a la Academia Militar de Elin en Kensington, bajo la supervisión de su tío y médico del rey, John Pringle. Con quince años heredó de su padre el título de baronet Salón de Dunglass, una dignidad a medio camino entre barón y caballero.
Hall estudió en la Universidad de Cambridge y en la de Edimburgo. En los inicios de su carrera, Hall estudió química con Joseph Black e historia natural con John Walker (naturalista). Durante la década de 1780 ―como era habitual en la gente acomodada de la época― inició un viaje de estudios por Europa. Viajó por Francia, se matriculó en la academia militar francesa de Brienne (donde fue compañero de estudios de Napoleón Bonaparte) y en París conoció a Lavoisier. Cuando volvió a Escocia promocionó la nueva nomenclatura química francesa.
Le agradó particularmente la obra de James Hutton Teoría de la Tierra durante las décadas de 1780 y 1790, y publicó varios artículos sobre la composición química de los estratos. Hall llevó a cabo una investigación en el granito que demostró que era posible para las rocas ígneas líquidas formar discordancias.
Sus resultados fueron publicados en las Transacciones de la Sociedad Real de Edimburgo y fueron muy bien recibidos por aquellos, que como John Playfair querían usar la teoría de Hutton para promocionar un enfoque más matemático de la geología.
Hall viajó ampliamente por toda Europa para examinar formaciones geológicas de los Alpes y del monte Etna, y notó la similitud entre los ríos de lava de Italia y algunos sitios de Escocia.
Hall es considerado el fundador de la geología experimental y de la geoquímica. Fue presidente de la Royal Society de Edimburgo, y el autor de varias obras sobre arquitectura, entre las que destaca Ensayo sobre el origen, historia y principios de la arquitectura gótica. También tuvo tiempo para dedicarse a la política, y fue miembro del Parlamento por el distrito municipal de St. Michaels (Mitchell, Cornualles) desde 1808 hasta 1812.
Se casó con Helen Hamilton (f. 1837), hija de Dunbar Hamilton (f. 1799), conde de Selkirk, y tuvo tres hijos y tres hijas. James Hall falleció en Edimburgo el 23 de junio de 1832, tras una larga enfermedad que le aquejó durante tres años y medio.
Fue sucedido por su hijo y heredero, John Hall, quinto baronet, F.R.S. (miembro de la Royal Society). Otros de sus hijos, Basil Hall, fue viajero y escritor.
Algunos de sus instrumentos experimentales se exponen en el Museo Británico y en el Museo de Geología de Londres, lo que demuestra la importancia de sus contribuciones en geología experimental.

### Calor interno del planeta
Comenzó sus trabajos en el campo de la geología como aficionado y autodidacta. En los inicios de su carrera, estudió química con  Joseph Black e historia natural con John Walker, pero demostró un escaso interés en la geología, hasta que conoció a James Hutton, de quien se hizo amigo y seguidor.
Hutton suponía que el agente principal de los cambios geológicos era el calor interno del planeta, mientras que Werner y sus seguidores, conocidos como neptunistas, achacaban los cambios geológicos a la acción del agua. Werner sostenía que si las rocas se licuaran por acción de las elevadas temperaturas, al enfriarse se convertirían en una sustancia vítrea y no en una cristalina como aparecían aquellas sustancias que precipitaban de una solución acuosa. Además, creían que rocas como la caliza se descompondrían con el calor intenso por lo que las grandes reservas de caliza nunca se habrían calentado y la Tierra, en general, tampoco.
Hall intentó probar en laboratorio las objeciones neptunistas a la teoría de Hutton. En una fábrica de vidrio comprobó que si el vidrio fundido se enfriaba muy lentamente no se convertía en cristal corriente, sino en una masa opaca y cristalina.

### Máquina para probar su hipótesis
A la vista de esto, inventó una máquina que le permitía regular el calor y la presión, y que llegó a ser muy útil en sus experimentos. Fundió roca granítica y comprobó que si se enfriaba rápidamente se convertía en un sólido vítreo, mientras que si se dejaba enfriar lentamente, formaba un sólido cristalino.
Después demostró que la caliza derretida podía convertirse en mármol al enfriarse. Fue el primero en descubrir la composición de la lava basáltica y del whinstone, término anglosajón que engloba diversos tipos de rocas duras, de color oscuro, como los basaltos y areniscas cuarzosas.
Y en un segundo viaje a Europa, examinó las formaciones geológicas de los Alpes y del monte Etna, y notó la similitud entre los recientes ríos de lava de Italia y algunas regiones mucho más antiguas de Escocia.